# Kappa de la Corona Boreal
Kappa de la Corona Boreal (κ Coronae Borealis) és un estel a la constel·lació de la Corona Boreal de magnitud aparent +4,82. El 2007 es va anunciar el descobriment d'un planeta extrasolar al voltant d'aquest estel.
Situada a 99 anys llum del sistema solar, Kappa Coronae Borealis és una estrella subgegant taronja de tipus espectral K1IVa amb una temperatura superficial de 4.844 ± 25 K i una lluminositat equivalent a 14 sols. Posseeix una metal·licitat —abundància relativa d'elements més pesats que l'heli— semblant a la del Sol ([Fe/H] = +0,07). Amb una massa 1,8 vegades major que la massa solar, en el passat va ser una estrella blanca de la seqüència principal. En esgotar el seu hidrogen intern, ha començat a evolucionar cap a una veritable estrella gegant, sent el seu radi actual 4,7 vegades més gran que el radi solar. La seva edat aproximada és de 2.500 milions d'anys.

## Sistema planetari
En 2007 es va donar a conèixer l'existència d'un planeta jovià (Kappa Coronae Borealis b) la massa mínima del qual, atès que es desconeix la inclinació de l'òrbita, és 1,8 vegades major que la massa de Júpiter. Completa una òrbita cada 1.191 dies (3,26 anys) i s'hi mou a 2,7 ua de l'estel. Encara que en el futur l'estel s'expandirà fins a l'equivalent a l'òrbita terrestre, el planeta està prou allunyat per no ser destruït. La presència d'un planeta entorn d'un estel que en el passat va ser de tipus A —més massives que el Sol i freqüentment envoltades per un disc circumestel·lar— demostra que aquests estels també poden albergar sistemes planetaris.
| Company (En ordre des de l'estrella) | Massa (MJ) | Període Orbital (dies) | Eix semimajor (AU) | Excentricitat |
| ------------------------------------ | ---------- | ---------------------- | ------------------ | ------------- |
| b                                    | > 1,8      | 1191 ± 10              | 2,7                | 0,19 ± 0,1    |